# 백지원 (기상캐스터)
백지원(본래 1994년 1월 26일 ~ )은 대한민국의 기상캐스터이다.